# 叶楚贵
叶楚贵（1994年9月8日—），广东梅州市梅县区人，是一名中国足球运动员，现效力于中国足球超级联赛球队云南玉昆足球俱乐部。

## 俱乐部生涯
叶楚贵7岁时开始接触足球训练，2003年进入梅县体校，2004年加盟新组建的东莞南城梯队。2011年，他进入东莞南城一线队，开始征战2011年中国足球乙级联赛。他在2011赛季出场24次，虽然球队晋级总决赛，但最后只获得第四名，无缘升级。2012赛季，他在球队前五场比赛射进三球，但在5月底却遭遇严重膝伤，缺席赛季剩余的比赛。2013赛季，叶楚贵随改名为梅县客家的球队迁往自己的家乡梅州，参加2013年中国足球乙级联赛。2014赛季，他出场15次，射进10球，成为2014年中国足球乙级联赛最佳射手。
2014年12月9日，叶楚贵转会加盟中国足球超级联赛球队广州富力。2015年4月3日，他在广州富力4比0击败贵州人和的比赛第70分钟替补哈默德出场，上演中超联赛首秀。
2018年2月，叶楚贵由广州富力租借加盟深圳佳兆业。
2021年7月18日，叶楚贵在对阵山东泰山的比赛中完成代表广州城比赛的百场里程碑。
2023年4月，叶楚贵加盟梅州客家，成为2023赛季该队阵中的4名梅州籍球员之一（另外三人为刘盛、史亮、饶伟辉）。